# Анфиногентова, Анна Антоновна
Анна Антоновна Анфиногентова (род. 29 декабря 1938, Минеральные Воды) — экономист, академик Российской академии наук (26.05.2000; член-корреспондент с 1991), член-корреспондент ВАСХНИЛ (1991).

## Биография
Окончила Саратовский экономический институт (1962). В 1966 году защитила кандидатскую диссертацию «Использование межотраслевого баланса в анализе и планировании экономики района», с 1969 года — доцент. В 1977 году защитила докторскую диссертацию «Проблемы методологии построения и использования в планировании межотраслевых балансов региональных многоотраслевых комплексов», с 1980 года — профессор.
Заведующая сектором методологии планирования (1980—1989), заместитель директора (1989—1990), директор (1990—2015), с 2016 года — главный научный сотрудник Института социально-экономических проблем развития АПК АН СССР (Институт аграрных проблем РАН) в Саратове. Основные работы посвящены теоретическим проблемам построения межотраслевых балансов, использованию их в региональном управлении, проблемам функционирования агропромышленного комплекса.
А. А. Анфиногентова награждена орденом Дружбы (1999), медалью ордена «За заслуги перед Отечеством» II степени (2010).

## Основные работы
Книги
- Планирование межотраслевых связей области / Сарат. экон. ин-т. — Саратов: Изд-во Сарат. ун-та, 1973. — 264 с.;
- Межотраслевые связи. — Саратов: Приволжское книжное издательство, 1974. — 175 с. (в соавт. с А. К. Семеновым);
- Комбинаторный натурально-стоимостной межотраслевой баланс агропромышленного комплекса региона (15-17 сент. 1981 г.). Кишинев, 1981 (в соавт. с Н. Н. Киреевой и М. В. Кольцовой);
- Планирование народного хозяйства: учебник / соавт.: В. М. Башмаков и др.; под ред. В. Н. Мосина. — М.: Высшая школа, 1982. — 616 с.;
- Методические рекомендации по совершенствованию планирования в системе АПК / ВНИЭСХ. — М., 1987. — 78 с. (в соавт. с И. Е. Глазуновым и др.);
- Совершенствование межотраслевой структуры регионального АПК / соавт.: М. В. Кольцова и др.; отв. ред. А. А. Анфиногентова; АН СССР. Ин-т соц.-экон. пробл. развития АПК. — М.: Наука, 1988. — 83 с. — (Пробл. сов. экономики);
- Межотраслевые взаимодействия в региональных агросистемах. — Саратов: ИСЭП АПК РАН, 1997;
- Стратегия развития АПК России в контексте обеспечения продовольственной безопасности // Россия в глобализирующемся мире: политико-экономические очерки. М.: Наука, 2004 (в соавт.с А. Б. Письменной, О. В. Ермоловой, В. Г. Коростелевым);
- Закономерности развития региональных агропродовольственных систем: (материалы Всерос. школы молодых ученых), 24-25 окт. 2007 г. / ред.: А. А. Афиногентова и др. — Саратов : Изд-во ИАгП РАН, 2007. — 159 с.;
- Социально-экономические приоритеты обеспечения продовольственной безопасности России. — Саратов: Саратовский источник, 2012. — 273 с. (в соавт. с Т. В. Блиновой и др.).

Статьи
- Новые направления исследования межотраслевых связей в агропромышленном комплексе России // Региональные агросистемы: экономика и социология. Саратов, 2003. С.32-37 (в соавт. с О. Заливчевой);
- Стратегия развития АПК с учётом инновационных факторов // АПК: экономика, упр. 2005. № 10. С.4-11 (в соавт. с Э. Н. Крылатых);
- Импортозамещение в системе стратегического управления агропродовольственным комплексом России // Аграрный научный журнал. 2015. № 12. С. 60-64 (в соавт. с О. В. Ермоловой и Н. А. Яковенко);
- Глобальные тренды и локальные практики: современные форумы международных сообществ по аграрной тематике // Аграрный научный журнал. 2017. № 6. С. 97-100 (в соавт. с Н. А. Фисенко).